# You Ain't Seen Nothin' Yet
You Ain't Seen Nothin' Yet è un EP pubblicato dalla band Krokus nel 1994.
Dopo il mancato successo ottenuto dall'album Stampede, nel 1994 il chitarrista Fernando Von Arb, unico rimasto della formazione storica che aveva spopolato nella prima metà degli anni '80, riconvoca il cantante Marc Storace, il chitarrista Mark Kohler e Freddy Steady, uno dei primi batteristi della band.
Questa nuova formazione, che vede all'opera anche Many Maurer passato al basso, si mette subito al lavoro e come primo atto ri-incide il brano You Ain't Seen Nothing Yet, noto successo dei Bachman-Turner Overdrive, che non aveva trovato fortuna inserito nel precedente album Stampede.
Viene quindi inserito in un singolo assieme a tre brani live (due classici degli anni '80 e la sua versione live) e pubblicato immediatamente lo stesso anno a sancire il ritorno della nuova formazione che raggiungerà il successo l'anno successivo con l'album To Rock or Not to Be.

## Tracce
1. You Ain't Seen Nothing Yet (Bachman) - 3:55
2. Down the Drain (live) (Von Rohr, Von Arb)
3. Shy Kid (live) (Von Arb)
4. You Ain't Seen Nothing Yet (live) (Bachman) - 6:24

## Formazione
- Marc Storace - voce
- Fernando Von Arb - chitarra
- Mark Kohler - chitarra
- Many Maurer - basso
- Freddy Steady - batteria